# Přehýšov
Přehýšov je obec v okrese Plzeň-sever v Plzeňském kraji. Žije v ní 577 obyvatel.

## Historie
První písemná zmínka o obci pochází z roku 1248.

## Obyvatelstvo
| Rok            | 1869 | 1880  | 1890  | 1900  | 1910  | 1921  | 1930  | 1950 | 1961 | 1970 | 1980 | 1991 | 2001 | 2011 | 2021 |
| -------------- | ---- | ----- | ----- | ----- | ----- | ----- | ----- | ---- | ---- | ---- | ---- | ---- | ---- | ---- | ---- |
| Počet obyvatel | 949  | 1 178 | 1 330 | 1 290 | 1 300 | 1 369 | 1 334 | 844  | 688  | 590  | 495  | 397  | 557  | 414  | 510  |
| Počet domů     | 126  | 147   | 154   | 179   | 183   | 191   | 235   | 256  | 173  | 164  | 157  | 177  | 183  | 189  | 219  |

## Obecní správa

### Části obce
- Přehýšov
- Bítov
- Radějovice

### Obecní symboly
Znak a vlajka byly obci uděleny rozhodnutím předsedy Poslanecké sněmovny Parlamentu České republiky dne 12. prosince 2008.

## Pamětihodnosti
- Kaple Navštívení Panny Marie
- Boží muka
- Venkovské usedlosti čp. 10, 11, 12 a 38
- Do východní části katastrálního území obce zasahuje malá část přírodní rezervace Janovský mokřad.

## Galerie

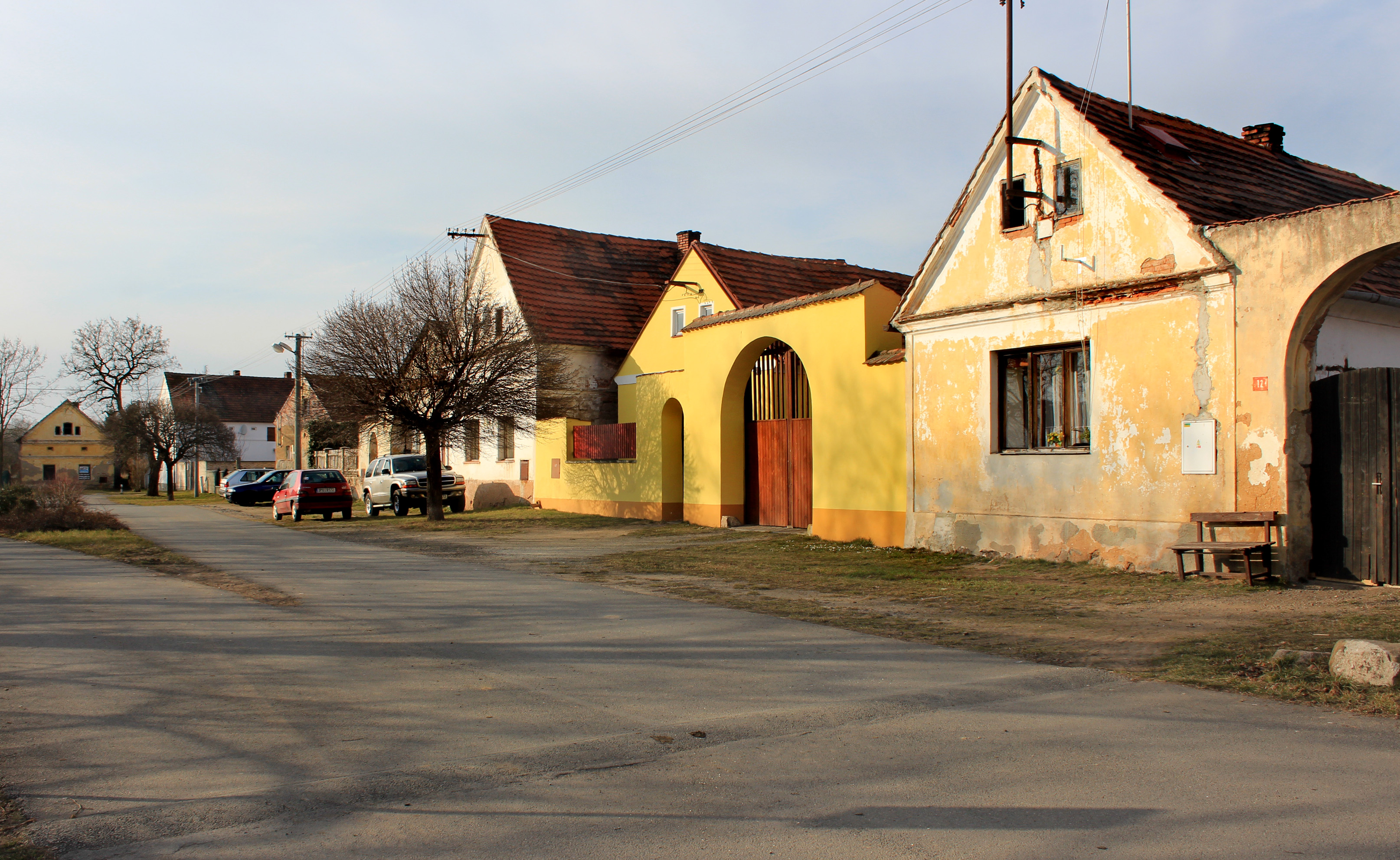
Památkově chráněné domy na návsi
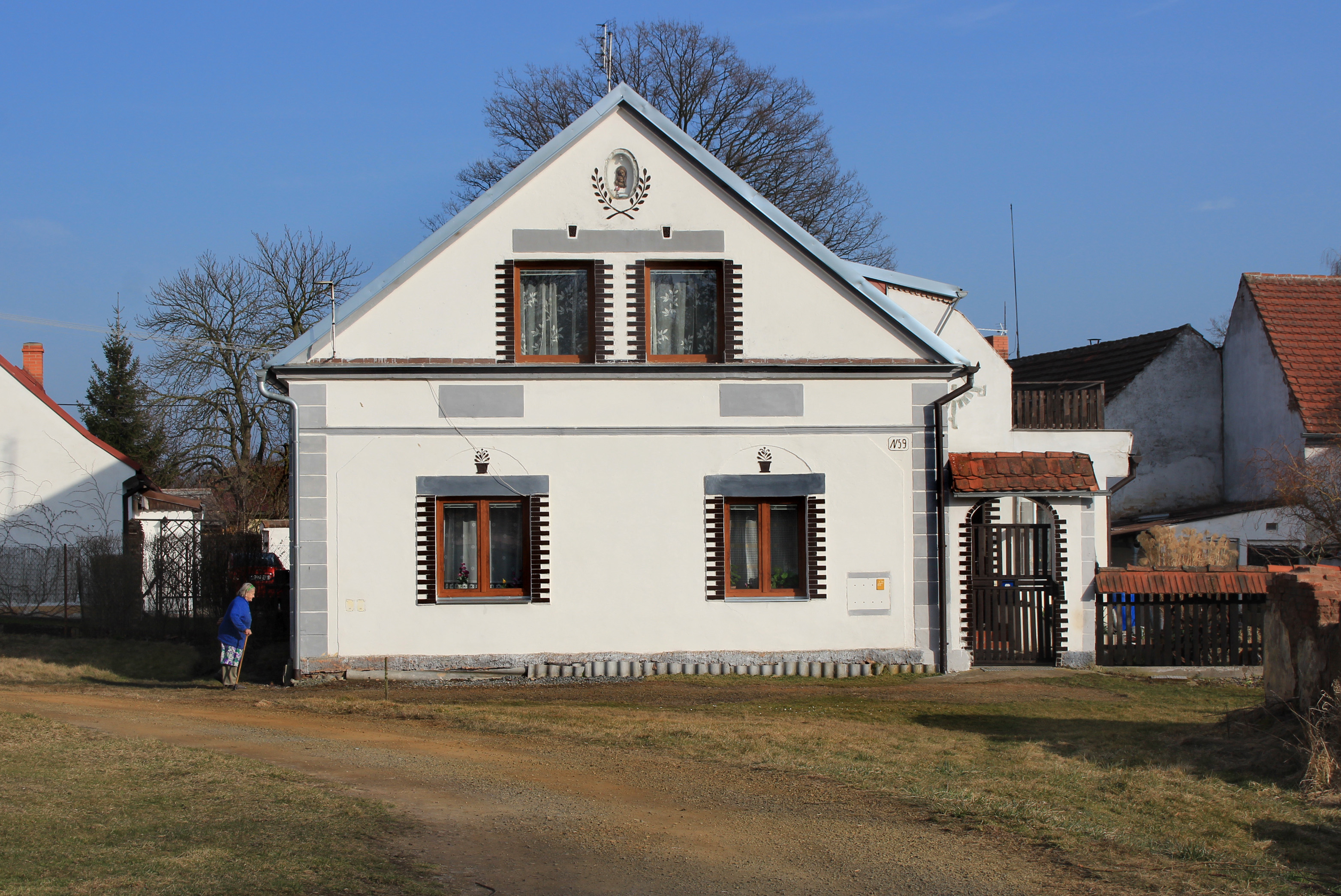
Domek u rybníka
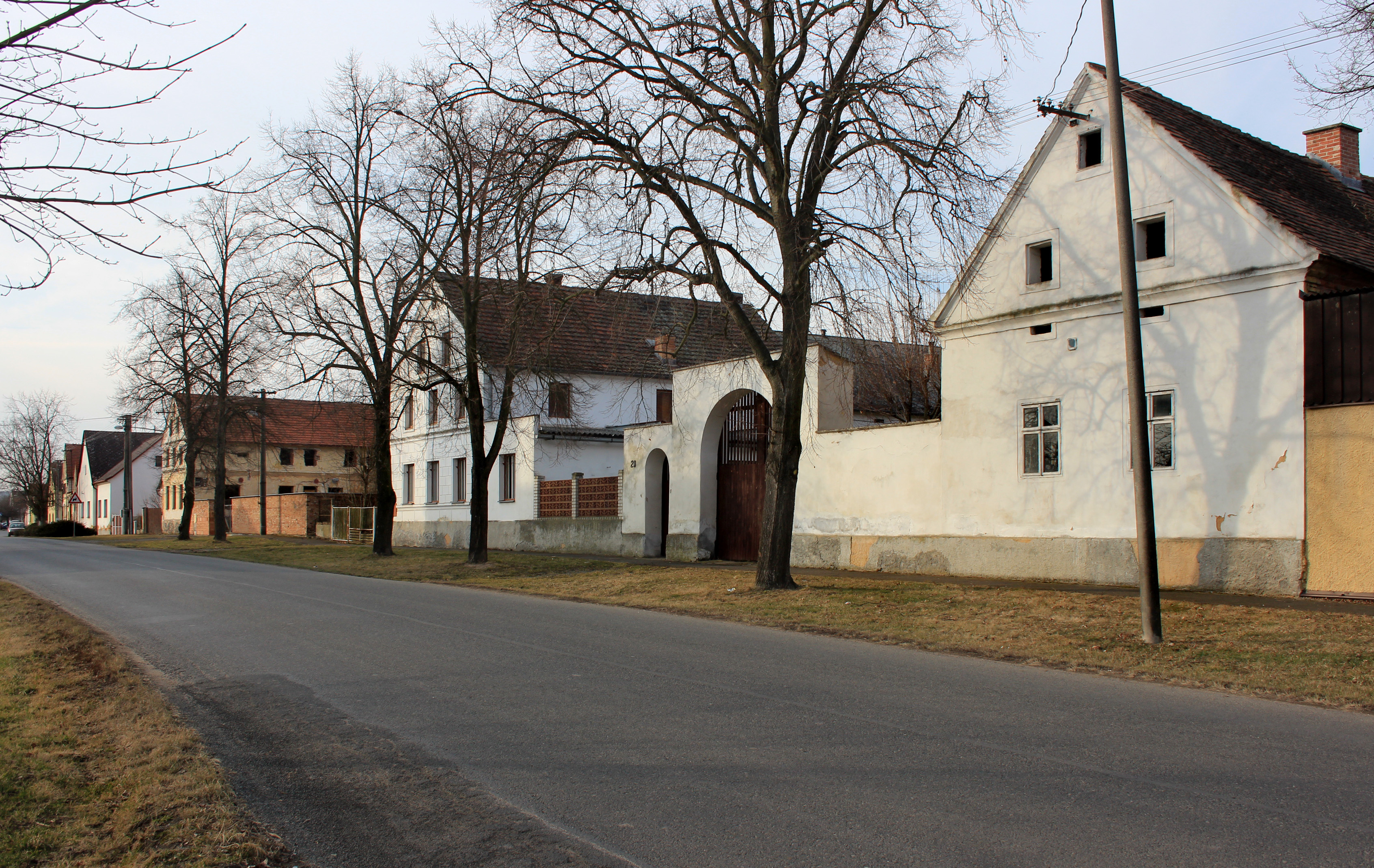
Hlavní silnice